# Броди-Дуже (Свентокшиське воєводство)
Броди-Дуже (пол. Brody Duże) — село в Польщі, у гміні Олесниця Сташовського повіту Свентокшиського воєводства.
У 1975—1998 роках село належало до Келецького воєводства.